# Laufzeitröhre
Mit Laufzeitröhre bezeichnet man in der Hochfrequenztechnik Elektronenröhren zur Mikrowellen-Erzeugung oder -Verstärkung, deren Arbeitsprinzip auf der Laufzeit der Elektronen beruht, d. h. auf der Zeit, die die Elektronen brauchen, um von der Kathode zur Anode zu gelangen.
- Als Kreuzfeldröhren und Kreuzfeldverstärker (engl. crossfield amplifier, kurz CFA) werden diejenigen Laufzeitröhren bezeichnet, bei denen ein zusätzliches starkes magnetisches Feld senkrecht zum elektrischen Feld steht.
- Bei Linearstrahlröhren wird ein zusätzliches magnetisches Feld außer beim Gyrotron nur zur Fokussierung des Elektronenstrahls verwendet.

## Funktion
Unter anderem in Rundfunkröhren und Kathodenstrahlröhren wird die Dichte des Elektronenstroms gesteuert (Dichtesteuerung). Bei diesen ändert sich die Elektrodenspannung während der Elektronenlaufzeit zwischen ihnen kaum. Die Abstände der Elektroden können jedoch nicht beliebig klein gemacht werden, sodass die Dichtesteuerung bei hohen Frequenzen nicht mehr anwendbar ist.
Bei Laufzeitröhren nutzt man dagegen diesen Laufzeit-Effekt gezielt aus:

Ein Steuerfeld sorgt zunächst für eine Geschwindigkeitsmodulation des Elektronenstromes. Nach einer bestimmten Laufzeit entsteht daraus eine Dichtemodulation, d. h., es bilden sich im Elektronenstrom dünnere und dichtere Bereiche, weil schnellere Elektronen langsamere überholen. Ordnet man in diesem Bereich Elektroden an, kann man an ihnen durch die kapazitive Wirkung der Elektronen-Raumladung HF-Energie entnehmen.
Die Elektroden können die Form von Drahtwendeln, gelochten Hohlraumresonatoren oder Schlitzen haben.

## Systematik und Anwendung
Folgende Röhren zählen zu den Laufzeitröhren:
- Kreuzfeldröhren
  - Amplitron: dem Magnetron ähnelnde Verstärkerröhre; Stabilotron: rückgekoppeltes Amplitron
  - Magnetron: starker Mikrowellengenerator, in Radargeräten und in Mikrowellenherden
- Linearstrahlröhren
  - Klystron: sog. Triftröhre, zur Verstärkung hoher Leistungen (Mehrkammerklystron) oder als Oszillator (Reflexklystron)
  - Wanderfeldröhre, auch Lauffeldröhre: zur Verstärkung in der Radioastronomie und zur Satellitenkommunikation
  - Carcinotron (Rückwärtswellenröhre): Oszillator, besitzt eine Helix ähnlich wie in einer Wanderfeldröhre
  - Gyrotron: starker Mikrowellengenerator bis in den Bereich von Millimeterwellen; es benötigt ein Magnetfeld und einen Elektronenstrahl mit relativistischer Geschwindigkeit

Die folgende Tabelle stellt charakteristische Kenngrößen der unter anderem in der Radartechnik (Pulslängen im Mikrosekundenbereich) verwendeten Laufzeitröhren gegenüber. Obwohl die Scheibentriode keine Laufzeitröhre ist, wurde sie in diese Tabelle zum Vergleich mit aufgenommen.
|                      | Klystron                           | Wanderfeldröhre                       | Magnetron                                   | Carcinotron                 | Scheibentriode         |
| Frequenzbereich      | bis 10 GHz                         | bis 20 GHz                            | bis 20 GHz                                  | bis 5 GHz                   | bis ca. 1,5 GHz        |
| Bandbreite           | 2 – 4 %                            | 10 – 20 %                             | wenige MHz                                  | 2 GHz                       | 30 – 50 %              |
| Ausgangsleistung     | bis 50 MW                          | bis 1 MW                              | bis 10 MW                                   | 1 W                         | bis 1 MW               |
| Leistungsverstärkung | bis 60 dB                          | bis 50 dB                             |                                             |                             | bis 20 dB              |
| Funktion             | schmalbandiger Leistungsverstärker | breitbandiger, rauscharmer Verstärker | Leistungsoszillator mit einer Sendefrequenz | geregelter Oszillator (VFO) | Verstärker, Oszillator |

## Einzelnachweis
1. ↑  C. Wolff: Laufzeitröhren. In: Radartutorial. 1998, abgerufen am 9. Januar 2023.